# シカゴゴルフクラブ
シカゴゴルフクラブ (Chicago Golf Club) は米国イリノイ州デュページ郡ウィートンにある会員制ゴルフクラブ。北米で最初に18ホールのコースを持ったゴルフ場であり、また1894年の全米ゴルフ協会 (United States Golf Association, USGA) 創立時の5つのクラブのうちの一つに数えられる。著名なコース設計者であり世界ゴルフ殿堂に名を連ねるチャールズ・B・マクドナルド設計によるコースは複数回の全米オープンゴルフ、ウォーカーカップといった重要なイベントが開催されている。USGA により14番目の選手権として新たに創設された全米シニア女子オープンの第1回大会が2018年にここで開催された。2033年には全米女子オープン選手権競技が開催予定。

## 歴史
シカゴでは「ゴルフの父」として知られるマクドナルドはスコットランドのセントアンドリュース大学で学んだが、ここでゴルフも習い覚えた。ゴルフクラブ一式を米国に持ち帰り、1888年はじめに友人のC. B. ファーウェルとその義理の息子であるホバート・チャットフィールド＝テイラーがレイクフォレスト (Lake Forest) の町に所有していた土地のうち、湖畔にあって眺めの良い "Bluff's Edge" と呼ばれる地区に7ホールの私設ゴルフコースを作った。彼とその友人らはこの新しいゲームに夢中になり、次第に専用のコースが欲しいと考えるようになった。そこで1892年の春、知人らに呼び掛けて一人当たり10ドルを出資してもらい、その合計金額は2、3百ドルになった。この金でシカゴ郊外のベルモントにあった A. Haddow Smith の牧畜場に9ホールのゴルフコースを建設した。これがアレゲーニー山脈西側では最初のゴルフ場であり、全米でも1891年に12ホールで開場したニューヨーク州ロングアイランドのシネコックヒルズゴルフクラブに続いて2番目に開場したゴルフコースとなった。
マクドナルドはスコットランドに結びつきが深いカナダのロイヤルリバプールゴルフクラブに電報を打って6セットのゴルフクラブを注文した。クラブセットが到着すると友人らはたちまちゴルフに取りつかれた。
マクドナルドの著書によれば、1893年にベルモントのコースを18ホールに増やしたが、これは北米における初めての18ホールゴルフコースとなった。1893年7月18日付でイリノイ州によりシカゴゴルフクラブとしての設立認可が与えられた。
クラブはたちまち有名になり、設立の翌年の1894年には新たに18ホールのコースが建設できる別の場所の土地を購入した。ウィートンにあった農場であるパトリックファームの一区画 200 エーカーを、当時としてはかなり高額の 28,000 ドルを支払い、「第一級の本格的コースと呼べる 6,500 ヤードの18ホールコース」を建設した。ここは、なだらかな丘陵地に自然の下草が生い茂っていて、マクドナルドにスコットランドを思い出させるような場所であったことがその選定理由だったという。
マクドナルドが自身でリンクススタイルのコース設計を行った。ゴルファーとしての彼は球筋が慢性のスライスであったため、トラブルにならないようアウトコース、インコースともに時計回りのレイアウトとした。後日コースに隣接した私有地が宅地化され、ここにボールが飛び込んだ際に打ち直しができるようにするためのルールを作る必要が生じた。USGA によるゴルフルール (27-1) にある “Out Of Bounds” は、このシカゴゴルフクラブにその起源がある。
ウィートンのコース建設では著名な造園設計家であり、シカゴのリンカーンパークやモートン樹木園、グレンビューゴルフクラブなどの設計にも関与したオシアン・コール・シモンズが景観設計の監修を行っている。
クラブハウスは有名なシカゴの建築家であるジャーヴィス・ハントが設計した。
1902年頃、シカゴオーロラアンドエルジン鉄道がシカゴ中心部からフォックスリバーのオーロラ / エルジン間で開業した。ウィートン中心部で分岐しオーロラに向かう支線はシカゴゴルフクラブの玄関の目前を走り、ここに立派なレンガ造りの駅が作られた。多くのメンバーはシカゴのダウンタウンからゴルフ場までこの電車で通った。また、週末や行事のある日にはクラブ専用車両が運行され、車内にはバーの設備や上等なディナーサービスが供されたという。この専用車両がクラブメンバーの帰りを待つため、駅には専用車両用の待避線も設けられていた。
マクドナルドはゴルフ発展のため、スコットランドのセントアンドリュースからファウリス兄弟をシカゴに招いた。兄弟の父親であるジェームズ・ファウリス・シニアはセントアンドリュースゴルフ場の正面に店を構える伝説的ゴルフショップであるオールド・トム・モリス社のクラブ製造主任であった。はじめは弟のロバート・ファウリスを招こうとしたが別のクラブとの契約があったため、オールド・トム・モリス社および別のクラブメーカーであるロバート・フォーガン社に所属していた兄のジェームズを推薦し、1895年に彼がシカゴゴルフクラブの初めてのクラブプロとなった。
1905年にジェームズはその弟であるデイビッドに彼の役割を引き継いだ。デイビッドは1916年までウィートンに留まった。彼らはゴルファーおよびクラブ製造者としてのスキルのほかに数々の発明を行った。彼らはゴム製コアを持つコバーン・ハスケル社製ボールのカバーに凹んだディンプルを初めて刻んだ。そしてそのボールに対応するように5番と9番アイアンの中間を埋める現代の7番アイアンに相当するクラブを開発した。多くのゴルフコースの設計も行ない、それらのほとんどは現在でもゴルフ場として存在している。また、金属製のホールカップをスコットランドから取り寄せ、これに改良を加えて強風下でも旗竿が直立状態を保つようにした。もう一人の兄弟であるジョンは1907年に死ぬまでクラブのボール製造と簿記係を務めた。
シカゴゴルフクラブがベルモントのコースから立ち退いた後は、ロイヤルリバプールゴルフクラブの一時メンバーであるハーバート・J・ツイーディーが1899年に「ベルモントゴルフクラブ」として設立認可を得た。この時までにコースは元の9ホールになっていた。その後は所有者が替わりながらゴルフコースとして存続している。現在は公営のダウナーズグローブゴルフ場として運営されている。
シカゴゴルフクラブは世界で最も排他的な5つのクラブの一つに数えられている。メンバーは120人以上には決して増やさない、メンバーになるためには既存メンバーの招待が必要である。
現在のメンバーには、クリーブランドゴルフの創始者ロジャー・クリーブランド、サービスマスター社の元社長ジョナサン・P・ウォード、俳優のクリス・オドンネル、サービスマスター社元副社長チャールズ・ステア、アムコ社の元会長H. ロレンス・フラー、マスターズに2度優勝しているベン・クレンショー（ただし非居住者会員）、最近死亡したメンバーには有名なラジオキャスターであるポール・ハーベイ、インターナショナルハーベスター社のブルックス・マコーミックなどが挙げられる。クラブ会長のボブ・キング（在任1990 – 1991）が黒人や女性会員の誕生のために奔走した。初めての黒人会員はチャールズ・サーストンで入会は1993年、初の女性正会員はジュディス・ウィンフリーで入会は2001年である。

## コース
| ホール | 名称        | 距離（ヤード） | パー |      | ホール         | 名称  | 距離（ヤード） | パー |
| ------ | ----------- | -------------- | ---- | ---- | -------------- | ----- | -------------- | ---- |
| 1      | Valley      | 450            | 4    |      | 10             | Short | 149            | 3    |
| 2      | Road        | 481            | 4    | 11   | Dogleg         | 410   | 4              |      |
| 3      | Biarittz    | 219            | 3    | 12   | Punchbowl      | 465   | 4              |      |
| 4      | Long        | 549            | 5    | 13   | Eden           | 181   | 3              |      |
| 5      | Leven       | 365            | 4    | 14   | Cape           | 356   | 4              |      |
| 6      | Pope's Nose | 399            | 4    | 15   | Ginger Beer    | 400   | 4              |      |
| 7      | Redan       | 211            | 3    | 16   | Raynor's Prize | 530   | 5              |      |
| 8      | Narrows     | 445            | 4    | 17   | Double Plateu  | 467   | 4              |      |
| 9      | Pond        | 448            | 4    | 18   | Home           | 425   | 4              |      |
| アウト | アウト      | 3,567          | 35   | イン | イン           | 3,383 | 35             |      |
| 合計   | 合計        | 6,950          | 70   |      |                |       |                |      |